# Meryl Marty
Meryl Marty (* 1990 in Basel) ist eine Schweizer Schauspielerin.

## Leben
Meryl Marty wuchs im Basler Quartier Kleinhüningen auf. Ihre Mutter kommt aus den Philippinen, ihr Vater ist Schweizer. Sie hat einen jüngeren Bruder. Nach Abschluss der Fachmittelschule im Bereich Soziale Arbeit bewarb sie sich für die Aufnahmeprüfung an der European Film Actor School in Zürich, die sie bestand. Da sie im Schweizer Filmbusiness keinen Fuss fassten konnte, zog sie nach Berlin. Auch dort wollte sich der Erfolg nicht einstellen, bis sie dank einem Coaching durch ein Video-Casting eine Hauptrolle in der Streaming-Serie Sunny – Wer bist du wirklich? erhielt. Dank dieser Rolle fand sie dann auch eine Agentur.
Die Hauptrolle in der Schweizer Krimiserie Die Beschatter, wo sie die taffe Agotha Bayani spielt, die ihre Mutter sucht, war ein Glücksfall für sie. Ein grosser Teil der Reihe spielt am Ort, wo sie aufwuchs, sowie im St. Johann-Quartier in Basel. Bereits nach der ersten Staffel erhielt sie dafür an den Solothurner Filmtagen im 2023 den Newcomerpreis von Swissperform.
Marty wohnt zurzeit in Berlin.

## Filmografie
- 2013: Der Bestatter (Fernsehserie, eine Folge)
- 2020: Sunny – Wer bist du wirklich? (Fernsehserie, 20 Folgen)
- 2021–2022: Alles was zählt (Fernsehserie, vier Folgen)
- 2022–2025: Die Beschatter (Fernsehserie, 12 Folgen)
- 2025: In aller Freundschaft (Fernsehserie, Folge Alles auf null)

## Auszeichnungen
- 2023: Prix Swissperform – Newcomerpreis[4]